# ناسا إكس-38
ناسا إكس-38 (بالإنجليزية: NASA X-38)‏ هي طائرة تجريبية بدون أجنحة، أنتجت في الولايات المتحدة. من صناعة سكاليد كومبوزيت. كان أول طيران لها في 1999. انتهت خدمتها في ألغي 29 أبريل 2002م. صنع منها ثلاث طائرات.
صنعت لاستخدامها كمركبة عودة لرواد الفضاء (بالإنجليزية: Crew Return Vehicle)‏ من محطة الفضاء الدولية، تم تطويرها حتى وصلت لمرحلة اختبار الإسقاط حين تم إلغاء المشروع في عام 2002 بسبب التخفيضات في الميزانية.

## المستخدمون
- ناسا
- وكالة الفضاء الأوروبية